# Половцов, Александр Александрович (младший)
Алекса́ндр Алекса́ндрович По́ловцов-младший (1867—1944) — русский дипломат, этнограф, ориенталист. Занимался эпиграфикой, собрал коллекцию антиков, построил элегантную виллу на Каменном острове. Брат военачальника П. А. Половцова и астронома Н. А. Бобринской.

## Биография
Старший сын миллионера, государственного секретаря Александра Александровича Половцова от брака с Надеждой Михайловной Июневой, внебрачной дочерью великого князя Михаила Павловича. Внучатый племянник императоров Александра I и Николая I.
Окончил «филологическую гимназию» при Санкт-Петербургском филологическом институте; затем Императорское училище правоведения (49-й выпуск, 1888) по 2-му разряду, X классом. Вступил в службу 16 мая 1888 года; офицером с 1889 года. Служил в лейб-гвардии Конном полку.
Женился 24 апреля 1890 года на одной из богатейших в России наследниц, графине Софье Владимировне Паниной (1871—1957). В связи с предстоящим угасанием рода Паниных его отец хлопотал о том, чтобы сыну было позволено именоваться графом Паниным, однако император, бывший на свадьбе посаженным отцом, отклонил эту просьбу. Вскоре выяснилось, что Половцов, имевший репутацию утончённого эстета, предпочитает жене общество молодых мужчин, в частности, своего сотрудника Михаила Андреева. Софья Половцова вернула себе девичью фамилию и титул, оставив мужа.
В 1890 году А. А. Половцов-младший стал членом совета художественной школы Штиглица и со временем он внёс ощутимый вклад в формирование собрания музея школы.
4 февраля 1892 года был зачислен в Министерство внутренних дел, где работал по организации помощи пострадавшему от неурожая населению поволжских губерний и переселенческому делу. С 15 июня 1892 года по 1 мая 1907 года — «член-сотрудник V класса Императорского института экспериментальной медицины».
В 1896 год, будучи чиновником особых поручений МВД, командирован в Ташкент для изучения состояния и задач переселенческого дела в Средней Азии и Закавказье. Должность секретаря Половцова занял М. С. Андреев и стал постоянным спутником и сотрудником Половцова — человека, не лишенного научных интересов и склонности к меценатству. В Ташкенте Половцов женился на Софье Александровне Куницкой, дочери начальника 7-го округа (Среднеазиатского) Отдельного корпуса пограничной стражи генерал-лейтенанта А. П. Куницкого.
По состоянию на 6 декабря 1898 года — коллежский советник за отличие со ст. 31.06.1898. Далее перевелся в Министерство иностранных дел, последовательно состоял дипломатическим чиновником при туркестанском генерал-губернаторе, в Азиатском департаменте Министерства.
В 1906–1907 годах — генеральный консул в Бомбее. Статский советник в должности шталмейстера. 1 мая 1907 года был причислен к 1-му департаменту Министерства иностранных дел. Оставаясь причисленным к Министерству, посвятил потом несколько лет развитию тяжелой промышленности на Урале, чем много способствовал общему усилению потенциала отечественной металлургии и поднятию благосостояния местного населения. Председатель правлений: Богословского горнозаводского общества, Общества Богословской железной дороги.

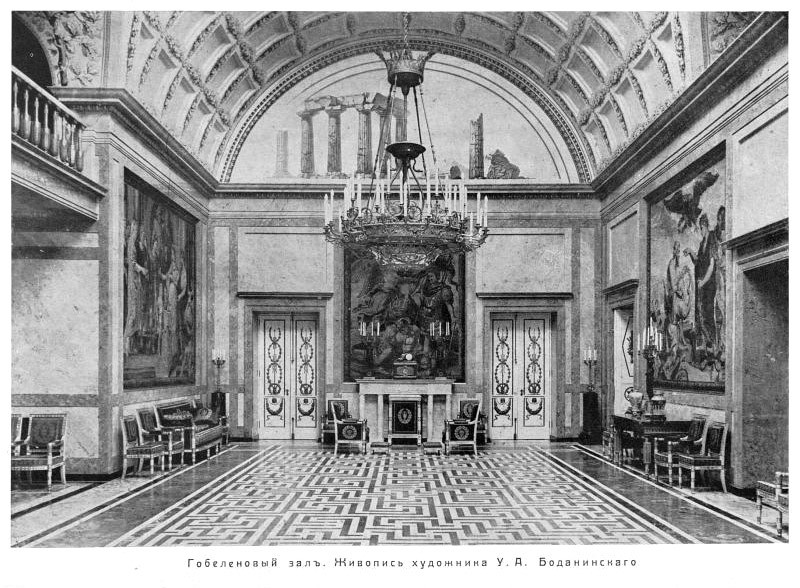
Роскошная дача Половцева на Каменном острове, спроектированная И. А. Фоминым, считается эталоном петербургского неоклассицизма.

На 1 мая 1907 года был членом Совета Дома призрения душевнобольных учреждения императора Александра III, членом Академии наук, Юридического общества при университете, председателем Комитета правоведской кассы. В марте 1911 года возглавил Комиссию по приобретениям для музея и библиотеки барона А. Л. Штиглица. Во время своих поездок в Туркестан и Закавказье он сделал множество приобретений для восточной коллекции музея, основанного его дедом.
С началом Первой мировой войны вернулся в министерство иностранных дел; принимал участие в междусоюзнических конференциях, а в 1916 году был назначен товарищем (заместителем) министра. С 1 января по 14 марта 1917 года — и. о. товарища министра иностранных дел. Вскоре после Февральской революции вышел в отставку.
Половцов много занимался историческими вопросами и был тонким знатоком русского искусства. В 1917 году — директор Музея и художественной школы Штиглица, член художественной комиссии по Гатчинскому дворцу. В ноябре 1917 года был назначен комиссаром Павловского дворца по художественной части. Первый директор Павловского дворца-музея.
В декабре того же 1917 года из дворца великого князя Николая Николаевича по мандату, выданному А. А. Половцову-младшему наркомом просвещения А. В. Луначарским, в музей Штиглица было перевезено собрание прикладного искусства — фарфора, хрусталя, резной кости и камня, куда входил 2801 предмет. В 1918 году А. А. Половцов передал в музей часть своего личного художественного собрания и имущество с его дачи на Каменном острове.
В 1918 году пешком перешёл границу с Финляндией, затем уехал во Францию и вскоре поселился в Париже, где открыл антикварный магазин . В 1920-х гг. Александр Александрович выпустил книгу «Сокровища России в руках большевиков».
12 февраля 1944 года умер в Париже. Похоронен на кладбище Сент-Женевьев де Буа. Его вторая жена Софья Александровна (урожд. Куницкая, 1884—1970) пережила его на четверть века; похоронена там же.

## Награды
- Орден Святого Станислава 3-й степени
- Медаль «В память царствования императора Александра III»

## Труды
- Половцев А. А. Отчёт чиновника особых поручений о положении переселенческого дела в Туркестане в 1896-97 годах. — СПб., 1898
- Половцев А. А. (совместно с Андреевым М. С.) Материалы по этнографии иранских племен Средней Азии. Ишкашим и Вахан. — СПб., 1911
- Переписка французских представителей при русском дворе и русских представителей при французском дворе за 1817—1818 гг. Под ред. А. А. Половцева. // Сб. РИО. — Т. 119. — СПб., 1904. — 896 с.
- «Les tresors d’art en Russie sous le regime bolcheviste». — Paris, 1919.
- «The Land of the Timur». — London, 1932.
- «The Call of the Siren». — London, 1932.
- «Les favoris de Catherine la Grande». — Paris, 1939.

Кроме того, подготовил к печати несколько других сочинений, оставшихся после его кончины неизданными.
Воспоминания Половцева были частично напечатаны в журнале «Возрождение» (Париж, март 1949).